# Бесконечность (фильм, 1991)
«Бесконе́чность» — советский двухсерийный художественный фильм, снятый режиссёром Марленом Хуциевым по собственному сценарию. Съёмки проходили в 1983—1991 годах в городах Ярославль, Ростов, Рыбинск и Елец.

## Аннотация
Герой фильма думает о смысле жизни и непроизвольно становится реальным участником собственных воспоминаний. Его попутчик — он сам двадцать лет назад — молодой человек без жизненного опыта, у которого ещё все впереди. Он как бы заново проходит свой жизненный путь.

## Съёмки
Съёмочный период продолжался с 1983 по 1991 год. Съёмки проходили в городах Ярославль, Ростов, Рыбинск и Елец. В частности, в Ельце производилась натурная съёмка городской панорамы для эпизода, когда главный герой смотрит на свой город с пригорка, а также съёмка эпизода «Переулок детства». На одном из домов Марлен Хуциев увидел табличку-указатель «Детский переулок» — как позже признавался режиссёр, он свинтил эту табличку и взял себе на память.

## Отзывы и рецензии
В энциклопедическом издании «Первый век кино» «Бесконечность» определена как «предельно личный» фильм, в котором продолжился «хуциевский путь — от неповторимого времени к универсалиям культуры, растворённым в конкретной судьбе». Киновед Лидия Зайцева назвала Хуциева «архитектором кинематографа „оттепели“», который в своё время «жёстко отверг» стилистику «Зеркала» Андрея Тарковского, предложив игровому кино так называемый «поэтический документализм». В «Бесконечности» Хуциев «очищает» свой документализм от любых «наслоений» повседневности как эпохи безвременья. На экране, как когда-то и у Тарковского, «царит» лишь память о прожитой жизни — ностальгическое состояние человека, оглянувшегося на пройденный путь, «неизбывная природная ценность буквально каждого мгновения жизни». Хуциев «возрождает» изобразительный язык общения со зрителем — на уровне эмоций и переживаний героя, созерцающего пространство «до мелочей развёрнутого перед ним мира».

## В ролях
- Владислав Пильников — Владимир Иванович Прохоров
- Алексей Зеленов — Володя Прохоров в молодости
- Марина Хазова — Варя
- Анна Кудрявцева — девушка с танцплощадки
- Нина Притуловская
- Юрий Хлопецкий
- Андрей Голиков
- Валерий Бабятинский
- Евгений Денисов
- Наталья Гончарова
- Олег Урюмцев
- Александр Высоковский — немецкий танкист
- Сергей Мурзин — офицер
- Галина Петрова — жена покупателя
- Андрей Анненский
- Татьяна Егорова —  эпизод

## Награды и премии
- На Берлинском международном кинофестивале в феврале 1992 года фильм получил премию Альфреда Бауэра[нем.] (за открытие новых путей в киноискусстве) и приз экуменического жюри[5]. Номинировался на «Золотого медведя».
- Режиссёр и сценарист фильма Марлен Хуциев был удостоен Государственной премии РФ 1993 года[6].